# العلاقات الطاجيكستانية النيجيرية
العلاقات الطاجيكستانية النيجيرية هي العلاقات الثنائية التي تجمع بين طاجيكستان ونيجيريا.

## مقارنة بين البلدين
هذه مقارنة عامة ومرجعية للدولتين:
| وجه المقارنة                                              | طاجيكستان                          | نيجيريا                     |
| --------------------------------------------------------- | ---------------------------------- | --------------------------- |
| المساحة (كم2)                                             | 143.10 ألف                         | 923.77 ألف                  |
| عدد السكان (نسمة)                                         | 8.92 مليون                         | 190.89 مليون                |
| الكثافة السكانية (ن./كم²)                                 | 62.33                              | 206.64                      |
| العاصمة                                                   | دوشنبه                             | أبوجا، لاغوس                |
| اللغة الرسمية                                             | اللغة الطاجيكية                    | لغة إنجليزية، اللغة اليوربا |
| العملة                                                    | ساماني طاجيكي، الروبل الطاجيكستاني | نيرة نيجيرية                |
| الناتج المحلي الإجمالي (بليون دولار)                      | 7.15 مليار                         | 375.77 مليار                |
| الناتج المحلي الإجمالي (تعادل القوة الشرائية) بليون دولار | 24.03 مليار                        | 1.09 تريليون                |
| الناتج المحلي الإجمالي الاسمي للفرد دولار أمريكي          | 925                                | 2.64 ألف                    |
| الناتج المحلي الإجمالي للفرد دولار أمريكي                 | 2.69 ألف                           | 5.91 ألف                    |
| مؤشر التنمية البشرية                                      | 0.624                              | 0.514                       |
| رمز المكالمات الدولي                                      | +992                               | +234                        |
| رمز الإنترنت                                              | .tj                                | .ng                         |
| المنطقة الزمنية                                           | ت ع م+05:00                        | ت ع م+01:00                 |

## منظمات دولية مشتركة
يشترك البلدان في عضوية مجموعة من المنظمات الدولية، منها:
| علم المنظمة | اسم المنظمة                        | تاريخ انضمام طاجيكستان | تاريخ انضمام نيجيريا |
| ----------- | ---------------------------------- | ---------------------- | -------------------- |
|             | مؤسسة التنمية الدولية              | 4 يونيو 1993           | 14 نوفمبر 1961       |
|             | مؤسسة التمويل الدولية              | 2 ديسمبر 1994          | 30 مارس 1961         |
|             | منظمة حظر الأسلحة الكيميائية       | ?                      | ?                    |
|             | الأمم المتحدة                      | 2 مارس 1992            | 7 أكتوبر 1960        |
|             | الاتحاد الدولي للاتصالات           | 28 أبريل 1994          | 11 أبريل 1961        |
|             | منظمة التعاون الإسلامي             | ?                      | ?                    |
|             | منظمة الشرطة الجنائية الدولية      | ?                      | ?                    |
|             | الاتحاد البريدي العالمي            | ?                      | ?                    |
|             | البنك الدولي للإنشاء والتعمير      | 4 يونيو 1993           | 30 مارس 1961         |
|             | وكالة ضمان الاستثمار متعدد الأطراف | 9 ديسمبر 2002          | 12 أبريل 1988        |
|             | يونسكو                             | 6 أبريل 1993           | 14 نوفمبر 1960       |
|             | الفريق المعني برصد الأرض           | ?                      | ?                    |

## وصلات خارجية
- موقع وزارة الخارجية النيجيرية